# Мегді Таремі
Мегді Таремі (перс. مهدی طارمی, нар. 18 липня 1992, Бушир) — іранський футболіст, нападник міланського «Інтера» та національної збірної Ірану.

## Клубна кар'єра
Народився 18 липня 1992 року в місті Бушир. Вихованець юнацьких команд низки місцевих футбольних клубів. Першими дорослими командами у кар'єрі гравця були також місцеві «Шахін» (Бушир) та «Іранджаван».
2014 року уклав контракт з клубом «Персеполіс», у складі якого провів наступні чотири роки своєї кар'єри гравця. Більшість часу, проведеного у складі «Персеполіса», був основним гравцем атакувальної ланки команди. В новому клубі був серед найкращих голеодорів, відзначавшись 45 забитими голами у 87 іграх чемпіонату. У 2016 і 2017 роках визнавався найкращим футболістом року в Ірані.
Результативний іранський нападник зацікавив представників катарського «Аль-Гарафа», який уклав з ним на початку 2018 року 18-місячний контракт.
23 липня 2019 узгодив 2-річний контракт з португальським «Ріу Аве». 23 серпня того ж року оформив хет-трик у ворота «Авеша» в матчі Прімейри-ліги.
В серпні 2020 Таремі став гравцем «Порту». 17 лютого 2021 відкрив рахунок у матчі 1/8 фіналу Ліги чемпіонів проти «Ювентуса» (перемога «Порту» 2:1), ставши першим іранцем, який забив у плей-оф цього турніру.

## Виступи за збірні
Протягом 2011–2013 років залучався до складу молодіжної збірної Ірану. На молодіжному рівні зіграв у 7 офіційних матчах.
2015 року дебютував в офіційних матчах у складі національної збірної Ірану.

## Титули і досягнення

### Клубні
- Чемпіон Ірану: 2016–17
- Володар Суперкубка Ірану: 2017
- Володар Кубка зірок Катару: 2017–18, 2018–19
- Володар Суперкубка Португалії: 2020, 2022
- Чемпіон Португалії: 2021–22
- Володар Кубка Португалії: 2021–22, 2022–23, 2023–24
- Володар Кубка португальської ліги: 2022–23

### Особисті
- Найкращий бомбардир чемпіонату Португалії:

2023 — 22 голи